# Jurrick Juliana
Jurrick Juliana (Willemstad, 24 juli 1984) is een Nederlands-Curaçaos voormalig voetballer die als aanvaller speelde.
Juliana is afkomstig uit de jeugdopleiding van AGOVV en debuteerde op jonge leeftijd al in de hoofdmacht toen de club nog een amateurclub was. Hij maakte zijn debuut in het betaalde voetbal op 15 augustus 2003 in de wedstrijd AGOVV Apeldoorn-TOP Oss (1-2), toen hij na 85 minuten inviel voor Wasiu Taiwo. Hij scoorde in de beker tegen Feyenoord in de Rotterdamse Kuip en kreeg een driejarig contract. In twee seizoenen stond hij garant voor vierentwintig competitietreffers. In zijn derde jaar bij AGOVV kreeg Juliana last van een te snel werkende schildklier, waar zijn prestaties  onder leden. Het dieptepunt werd bereikt in november 2005 in de uitwedstrijd tegen FC Dordrecht. Hij werd ingebracht door trainer Stanley Menzo, raakte de bal twee keer verkeerd en werd direct weer naar de kant gehaald. Een paar weken daarna mocht Juliana in de basis beginnen. Na een te korte terugspeelbal van hem scoorde Martin Drent van BV Veendam de enige treffer van het duel. De eerstvolgende thuiswedstrijd kon Juliana op een striemend fluitconcert rekenen.
In het jaar daarna speelde hij nog 28 duels, maar was het hele seizoen geen vaste waarde. Zijn contract werd niet verlengd en dus probeerde hij zich in de kijker te spelen door deel te nemen aan een aantal wedstrijden met andere werkloze voetballers in het zogenoemde VVCS-team. Drie keer scoren in evenzoveel wedstrijden bracht hem waar hij op had gehoopt. Cambuur lijfde hem voor twee jaar in.
Na de winterstop van 2008/09 verruilde hij Cambuur voor FC Dordrecht. In het amateurvoetbal speelde hij nog voor DVS '33 en CSV Apeldoorn.

## Clubstatistieken[3]
| Seizoen | Club                  | Duels | Goals | Competitie     |
| ------- | --------------------- | ----- | ----- | -------------- |
| 2003/04 | AGOVV Apeldoorn       | 34    | 12    | Eerste divisie |
| 2004/05 | AGOVV Apeldoorn       | 33    | 12    | Eerste divisie |
| 2005/06 | AGOVV Apeldoorn       | 14    | 1     | Eerste divisie |
| 2006/07 | AGOVV Apeldoorn       | 31    | 6     | Eerste divisie |
| 2007/08 | SC Cambuur-Leeuwarden | 30    | 3     | Eerste divisie |
| 2008/09 | SC Cambuur-Leeuwarden | 7     | 2     | Eerste divisie |
| 2008/09 | FC Dordrecht          | 1     | 0     | Eerste divisie |
| Totaal  | Totaal                | 149   | 36    |                |